# Бушинська сільська рада
| Бушинська сільська рада — колишній орган місцевого самоврядування у Тиврівському районі Вінницької області з адміністративним центром у с. Бушинка. Сільській раді були підпорядковані населені пункти: - с. Бушинка - с-ще Гута-Бушинська |

## Склад ради
Рада складалася з 12 депутатів та голови.

## Керівний склад сільської ради
| ПІБ                             | Основні відомості                                                                  | Дата обрання | Дата звільнення |
| ------------------------------- | ---------------------------------------------------------------------------------- | ------------ | --------------- |
| Григорєва Валентина Михайлівна  | Сільський голова, 1965 року народження, освіта, член Соціалістичної партії України | 26.03.2006   | 31.10.2010      |
| Григор'єва Валентина Михайлівна | Сільський голова, 1965 року народження, освіта вища, член Партії регіонів          | 31.10.2010   | 20.09.2012      |
| Шеремет Наталія Іванівна        | Сільський голова, 1965 року народження, освіта вища, член Партії регіонів          | 02.06.2013   |                 |

Примітка: таблиця складена за даними джерела